# توم رووي
توم رووي (16 أكتوبر 1993 - ) (بالإنجليزية: Tom Rowe)‏ هو لاعب كريكت بريطاني.

## وصلات خارجية
- توم رووي على موقع إي آس بي آن كريك إنفو (الإنجليزية)